# Чернов, Кирилл Прокофьевич
Кирилл Прокофьевич Чернов (27 мая (8 июня) 1907 года, дер. Омеленская Слобода, ныне Бобруйский район, Могилёвская область — 18 октября 1972 года, Горький) — советский военный деятель, генерал-майор артиллерии. Герой Советского Союза.

## Начальная биография
Кирилл Прокофьевич Чернов родился 27 мая (8 июня) 1907 года в деревне Омеленская Слобода ныне Бобруйского района Могилёвской области в семье крестьянина.
С окончанием семи классов работал слесарем на Бобруйском лесокомбинате.

## Военная служба

### Довоенное время
В 1929 году был призван в ряды РККА.
В 1930 году вступил в ВКП(б).
В 1933 году окончил Объединённую военную школу, затем — Высшую офицерскую артиллерийскую школу.

### Великая Отечественная война
Кирилл Прокофьевич Чернов принимал участие в боях на фронтах Великой Отечественной войны с августа 1941 года.
Под Сталинградом командовал истребительно-противотанковым артиллерийским полком, в ходе Курской битвы — артиллерийской бригадой.
В ходе боёв на Днепре командир 9-й гвардейской отдельной истребительно-противотанковой артиллерийской бригады (47-я армия, Воронежский фронт) гвардии подполковник Чернов получил приказ ликвидировать попытки противника выйти в тыл 47-й армии у села Гельмязов (Драбовский район, Черкасская область). Противник силами до 40 танков с бронемашинами и танкетками несколько раз предпринял попытки контратаковать позиции бригады, пытаясь выйти из села Чернобай на шоссе Богодухов-Золотоноша.
2 октября 1943 года сложилась критическая обстановка на правом берегу Днепра. Противник при помощи одной стрелковой дивизии и батальона мотоциклистов при поддержке артиллерии попытался заставить наши войска отступить с занятых позиций. С окончанием двухчасовой артиллерийской подготовки противник пошёл в атаку. Бригада под командованием Чернова была передислоцирована правобережный плацдарм в районе села Пекари (Каневский район, Черкасская область), где вступила в бой. Чернов находился на наблюдательном пункте бригады, откуда и руководил боем. Бригада в течение двух дней воевала за удержание захваченного плацдарма, отбив атаки противника, обеспечив удержание и расширение плацдарма.
Указом Президиума Верховного Совета СССР от 24 декабря 1943 года за мужество, отвагу и героизм, проявленные в борьбе с немецко-фашистскими захватчиками, гвардии подполковнику Кириллу Прокофьевичу Чернову присвоено звание Героя Советского Союза с вручением ордена Ленина и медали «Золотая Звезда» (№ 3650).
Бригада принимала участие в боях за освобождение Киева и получила наименование «Киевской». В бою на подступах к Западной Украине Кирилл Прокофьевич Чернов был тяжело ранен. После лечения в госпитале был назначен на должность командира 170-й лёгкой артиллерийской бригады и принимал участие в разгроме противника в Венгрии и Австрии.

### Послевоенная карьера
В 1946 году окончил Высшие академические артиллерийские курсы.
В 1961 году генерал-майор артиллерии Кирилл Прокофьевич Чернов вышел в запас, после чего жил и работал в Горьком. Умер 18 октября 1972 года. Похоронен на кладбище «Марьина Роща».

## Награды
- Медаль «Золотая Звезда»;
- два ордена Ленина (24.12.1943; 5.11.1954);
- три орденами Красного Знамени (17.01.1942; 2.06.1942; 15.11.1950);
- орден Кутузова 3-й степени (№ 2044 от 18.04.1945);
- орден Александра Невского (№ 3132 от 18.02.1943);
- орден Отечественной войны 1 степени (12.09.1943);
- орден Красной Звезды (30.04.1945);
- медали.

## Память
В Нижнем Новгороде на доме (улица Ульянова, 5), в котором жил Герой, установлена мемориальная доска.